# 니와사카역
니와사카역(일본어: 庭坂駅)은 일본 후쿠시마현 후쿠시마시에 위치한 동일본 여객철도 오우 본선의 철도역이다. 남쪽 역사의 북쪽에 인접한 단선 승강장 1면 1선, 북쪽의 섬식 승강장 1면 2선, 합계 2면 3선의 복합 승강장 구조를 가진 지상역이다. 현재는 후쿠시마역 관리의 무인역이다.

## 타는 곳
| 1 | ■ 오우 본선 | (하행) | 요네자와 방면 |                           |
| 2 | ■ 오우 본선 | (상행) | 후쿠시마 방면 | (주로 이 역에서 되돌아옴) |
| 2 | ■ 오우 본선 | (하행) | 요네자와 방면 |                           |
| 3 | ■ 오우 본선 | (상행) | 후쿠시마 방면 |                           |

## 역 주변
- 마쓰카와 강
- 후쿠시마 운전 면허 센터

## 역사
- 1899년 3월 : 초대 역사 준공.
- 1899년 5월 15일 : 오우 미나미 선 (현재의 오우 본선 일부) 후쿠시마 ~ 요네자와 간 개통과 동시에 개업.
- 1984년 12월 1일 : 간이위탁화.
- 1987년 4월 1일 : 일본국유철도 분할 민영화에 의해 동일본 여객철도가 승계.
- 1993년 : 간이위탁화 폐지. 완전 무인화.
- 2003년 1월 : 초대 역사 철거.
- 2003년 3월 : 두 번째 역사 준공.

## 인접 역
| 동일본 여객철도 오우 본선 | 동일본 여객철도 오우 본선 | 동일본 여객철도 오우 본선 |
| ------------------------- | ------------------------- | ------------------------- |
| 사사키노 후쿠시마 방면    | ■ 야마가타 선             | 아카이와 요네자와 방면    |